# Champagne Laurent-Perrier
Laurent-Perrier est une maison de Champagne familiale indépendante appartenant au groupe Laurent-Perrier. Elle est installée à Tours-sur-Marne depuis 1812.
La maison est reconnue pour son rôle d'innovateur en Champagne.

## Histoire
La maison est créée en 1812 par André Michel Pierlot.
En 1881, Eugène Laurent, le chef de cave hérite de la petite affaire de champagne d'Alphonse Pierlot et décide de la développer. Il achète plusieurs maisons à Tours-sur-Marne et acquiert des vignes situées sur trois terroirs : Bouzy, Tours-Sur-Marne et Ambonnay. Il fait également creuser 800 mètres de caves et se dote d'un laboratoire de dégustation. Au décès d'Eugène Laurent, Mathilde-Émilie Laurent-Perrier, sa veuve, décide de réunir les deux noms et assure le développement de la maison. La maison prend alors le nom de Veuve Laurent-Perrier en 1887.
Marie-Louise Lanson achète le domaine en 1939. Laurent-Perrier est alors 100e maison de Champagne. Bernard de Nonancourt, le fils de Marie-Louise Lanson, devient PDG en 1948. Il crée le style Laurent-Perrier : fraîcheur, finesse et élégance.
Bernard de Nonancourt décède en octobre 2010. Ses filles, Alexandra Pereyre de Nonancourt et Stéphanie Meneux de Nonancourt prennent la direction de la maison.
Depuis 2004, Michel Fauconnet, 3e chef de caves Laurent-Perrier, perpétue le style de la maison. Ses champagnes sont aujourd'hui distribués dans plus de 120 pays.

## Prix Grand Siècle
La maison de champagne Laurent-Perrier remet le prix Grand Siècle à une personnalité dont le parcours est admirable. Le dernier prix Grand Siècle a été remis à Karl Lagerfeld en 2014.

## Gamme
- Laurent-Perrier Ultra Brut
- Laurent-Perrier "La Cuvée"
- Laurent-Perrier Harmony Demi-sec
- Laurent-Perrier Brut Millésimé
- Laurent-Perrier Cuvée Rosé
- Laurent-Perrier Blanc de Blancs Brut Nature
- Grand Siècle par Laurent-Perrier
- Laurent-Perrier Alexandra Rosé Millésimé

Grand Siècle, la cuvée de prestige de la maison, est lancée en 1959. Grand Siècle est une cuvée d'assemblage non millésimée composée de chardonnay et de pinot noir issus de 11 des 17 grands crus en Champagne. Grand Siècle Itération N°26 a été élu meilleur champagne de l'année en 2023 par James Suckling et a reçu la note de 100/100.
La maison crée Cuvée Rosé en 1968, un rosé de macération 100 % pinot noir. Laurent-Perrier donne ses lettres de noblesse à la catégorie rosé. C'est toujours la seule maison de Champagne à proposer ce type de vin.
En 1981 nait Ultra Brut, un champagne non dosé alors même que les catégories "Extra Brut" et "Brut Nature" n'existaient pas.
Alexandra Rosé Millésimé est dévoilé en 1987 à l'occasion du mariage d'Alexandra, la fille aînée de Bernard de Nonancourt.
La maison propose, en 2019, Blanc de Blancs Brut Nature, un champagne non dosé 100 % chardonnay, le cépage fétiche de la maison Laurent-Perrier.

La gamme Laurent-Perrier.